# ラクタヴィージャ

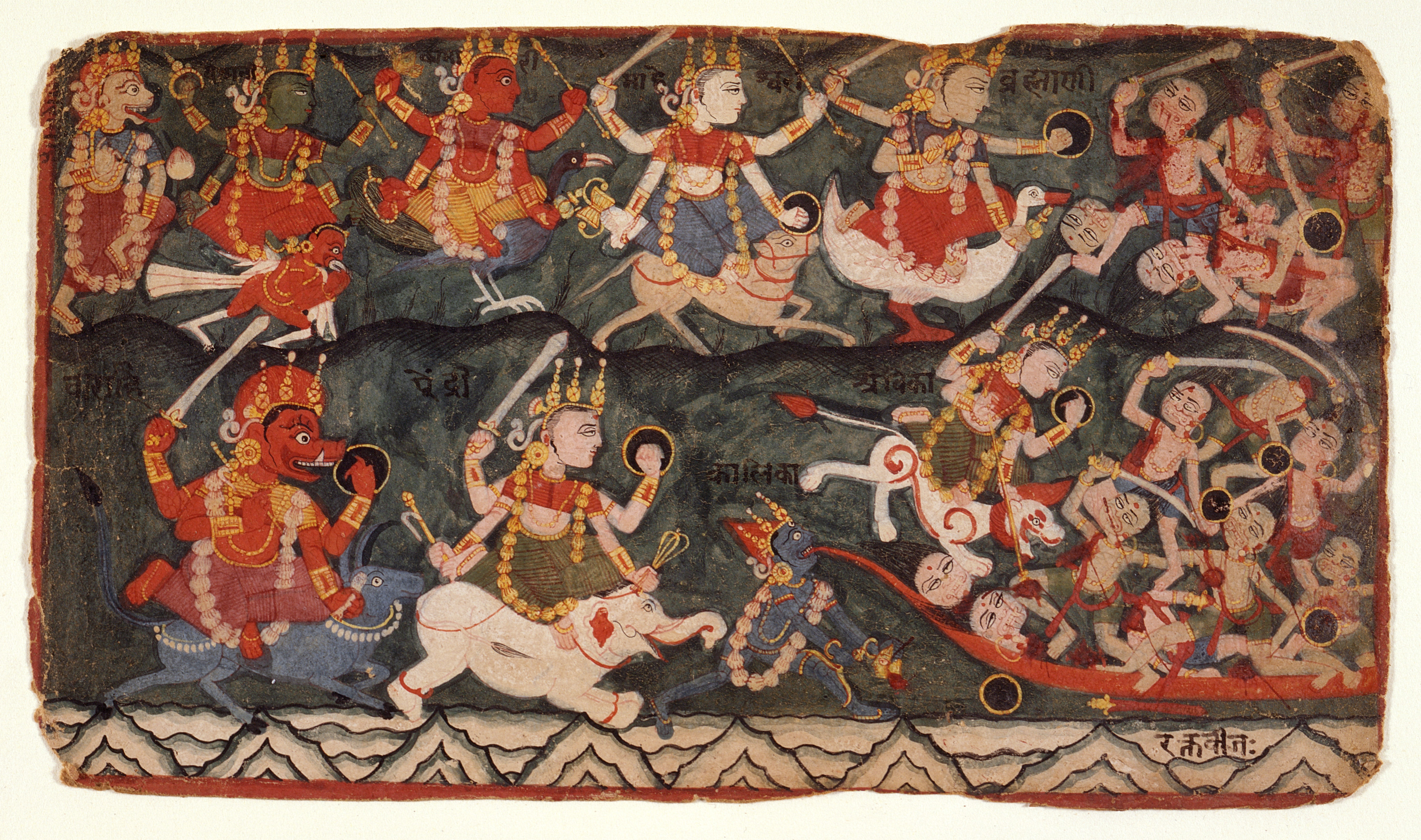
女神アンビカーが8人の女神たちマトリカスを率い、ラクタヴィージャと戦っているシーンが描かれている、デーヴィー・マーハートミャのページ。 - （上段左から） マトリカス - 順にナラシュミ, ヴァイシュナリ, クマーリ, マエシュヴァリ, ブラーミ. （下段左から） ヴァラヒ, アインドリ, チャムンダ乃至カーリー（ラクタヴィージャの血を飲んでいる）, アンビカ。右下ではラクタヴィージャの血から分身達が湧き出ている。

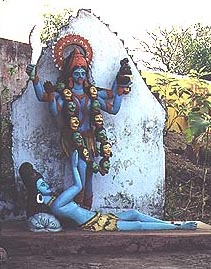
ラクタヴィージャ討伐後、シヴァ神の腹の上で踊り狂うカーリー。

ラクタヴィージャ（Raktavija）はインド神話に登場するアスラ族の指揮官である。女神であるドゥルガーやチャームンガーと戦った。地面に自分の血液が滴ると、滴った場所から分身が現れる能力を持つ（英語表記でRaktavija: Rakta=血 vija=種）。南インドではraktabhija、東インドではraktabljと表記される場合がある。
『デーヴィー・マーハートミャ』（｢女神達の栄光｣の意）の第8節には、アスラ族の仲間であるシュンバとニシュンバと共に、女神ドゥルガーとの戦闘を繰り広げるラクタヴィージャが描かれている。
ラクタヴィージャは傷を負ったが、地面に滴り落ちた血から数え切れない程のラクタヴィージャの分身が現れ、ドゥルガーを困難に陥れた。しかしこの時、怒り狂ったドゥルガーの額から地面に付く程の長い舌を持ったカーリーが現れ、ラクタヴィージャから滴る血液を全部舐め取り、裂けた大きな口でラクタヴィージャの分身を貪り食べてしまった。その結果、分身を作ることが叶わず、ラクタヴィージャは最終的に抹殺された。その後カーリーは勝利を祝って踊り狂い大地が割れそうになったところ、夫のシヴァがカーリーの足元を腹部でささえながら狂気の舞踏が終わったという。